# Columbia-Shuswap Regional District
Columbia-Shuswap Regional District är ett regionalt distrikt i provinsen British Columbia i Kanada. Det ligger i sydöstra delen av provinsen  och gränsar till Alberta. Antalet invånare är 51 366 (år 2016) och ytan är 28 930 kvadratkilometer.
I Columbia-Shuswap finns kommunerna Town of Golden, City of Revelstoke, District of Sicamous och City of Salmon Arm.